# Хропов Анатолій Миколайович
Анатолій Миколайович Хропов (нар. 4 березня 1950 — пом. 26 липня 1992) — радянський футболіст, захисник.

## Життєпис
Футбольну кар'єру розпочав у «Зірці». У кубку СРСР дебютував 4 квітня 1968 року в програному (0:4) виїзному поєдинку першого раунду проти краснодарської «Кубані». Анатолій вийшов на поле в стартовому складі та відіграв увесь матч. У Першій лізі СРСР провів 2 сезони, де зіграв 29 матчів. У 1970 році розпочав військову службу, яку протягом двох сезонів проходив у київському СКА. По завершенні служби повернувся до «Зірки», де протягом 6 сезонів виступав спочатку в Першій лізі СРСР, а згодом і в Другій лізі. Наприкінці кар'єри виступав на аматорському рівні за кіровоградський «Радист» та «Трактор» (Кіровоградський район). Футбольну кар'єру завершив 1983 року.